# 21789 Frankwasser
21789 Frankwasser este un asteroid din centura principală de asteroizi.

## Descriere
21789 Frankwasser este un asteroid din centura principală de asteroizi. A fost descoperit pe 29 septembrie 1999 la Socorro, New Mexico, în cadrul proiectului LINEAR. Asteroidul prezintă o orbită caracterizată de o semiaxă mare de 2,29 ua, o excentricitate de 0,17 și o înclinație de 6,4° în raport cu ecliptica.